# Biroia fuliginosa
Biroia fuliginosa är en stekelart som först beskrevs av Cameron 1899.  Biroia fuliginosa ingår i släktet Biroia och familjen bracksteklar. Inga underarter finns listade.